# おばあちゃんと僕の約束
『おばあちゃんと僕の約束』 (英語: How to Make Millions Before Grandma Dies 泰題: หลานม่า(LAHN MAH) ) は、2024年のタイのドラマ映画。製作はジョー・クワン・フィルム、配給はGDH。 パット・ブーンニティパット監督、ワンリディー・ポンシティサック及びジラ・マリクン制作。主な出演者は、プッティポン・アッサラッタナクン、ウシャ・セアムクン、トンタワン・タンティウェーチャクン、サンヤ・クナコーン、ポンサトーン・ジョンウィラート, サリンラット・トーマット。

## あらすじ
この映画は、タイの家族に存在しがちな実話にインスピレーションを得た物語である。  物語は普通の仕事を辞める決意をした主人公エム(プッティポン・アッサラッタナクン)を通じて描かれる。彼は家族全体を見守る祖母メンジュ(ウシャ・セアムクン)と一緒に暮らすために実家に帰ってくる。一見これは祖母の最期を看取るための孫の世話のように見えるが、実はエムには隠している目的があった。彼は直前にムイ(トンタワン・タンティウェーチャクン)が祖父から1000万バーツ相当の大きな家を相続したと聞いたばかりだったのだった。彼は祖母から信頼されようとあらゆる手を尽くす。しかし、祖母がある障壁を彼の前に掲げたことをきっかけに、彼は少しずつ生き方を学び始める。そして、祖母によって、ある日あるものが一変することになる。 

## キャスト
- エム - プッティポン・アッサラッタナクン
- メンジュ(エムの母方の)おばあさん - ウシャ・セアムクン
- チウ (エムの母親) - サリンラット・トーマット
- キアンおじさん (エムの伯父) - サンヤ・クナコーン
- ソーイおじさん (エムの叔父) - ポンサトーン・ジョンウィラート
- ムイ (エムの(父方の)いとこ) - トンタワン・タンティウェーチャクン
- ピン (キアンの妻) - Duangporn Oapirat
- レインボー (キアンの娘) - Himawari Tajiri

## サウンドトラック

### "สวยงามเสมอ (Ever-Forever)
歌唱: プッティポン・アッサラッタナクン (ビウキン)
プロデュース・編曲・作曲: Prateep Siri-Issaranan
作詞: Kajorndej Promlaksa (Big Assのゴップ)
ピアノ演奏: Saksit Vejsupaporn
この曲のミュージックビデオはPat Boonnitipatが監督し、2024年3月25日に初公開された。

## 制作から公開まで
『หลานม่า』はGDHが2023年の記者会見で『The Chinese Family』というタイトルで発表されたプロジェクトである。記者会見時には、同年末に公開される予定であったが、映画公開を控えている他の映画が多かったため、GDHは公開を2024年に延期し、2024年2月23日、バンコク市クロントーイヌア・ワッタナー区スクンビット ソイ31に所在する ハブ・ホー・ヒン社の家で公式の記者会見を行い、映画ポスターと予告編を公開した。 
およそ1ヶ月後の映画公開初日に、GDHは追加でPRとなる発表を行った。それは、この日をGDHの特別休暇日とするというもので、その目的は従業員が家に帰って愛する人と過ごしたり、家族を連れて映画館で一緒にこの映画を見たりできるようにするためというものだった。その後、カンタナ社 スモールルーム社 も同様の発表を行った。 また、バンコクのBanthatThong通り、 シーロム通り、そしてラートプラーオ通り の鉄製ロールシャッターに、メッセージと主役2人が描かれた。
『หลานม่า』のプレミア公開は2024年4月1日に、バンコク市パトゥムワン区パトゥムワンラーマ1世通りにあるサイアム・パラゴンで行われた。この公開ではChada Thaised内務省副大臣、 Mananya Thaiset 内務省副大臣諮問委員会委員長、 Siripong Angkasakulkiat教育省首相次官および警察大佐であるTawee Sodsong法務大臣も映画を鑑賞した。
観客からの最初の反応は圧倒的であった。 2024年最大の前売券発売を記録し、また公開初日のバンコク及び周辺部 およびチェンマイでの興行収入は9.54百万バーツを記録 (全国では21百万バーツ) 、初週末(4日間)の興行収入は48.68百万バーツ (同 110 百万バーツ) そして公開1週間で 83.13百万バーツ の収益を挙げた。その後収益を上げ続け、バンコク及び周辺部、およびチェンマイで4週連続1位を達成した。 上映8週間の間に興行収入は167.87百万バーツとなり、同じくGDH配給作品の Love Destiny: The Movieの興行収入を上回った。最終的な興行収入はバンコク及び周辺部、およびチェンマイで172.57百万バーツ、全国で339百万バーツを記録し、 タイの興行収入ランキング11位にランクインした。

### 海外での反応
『หลานม่า』は、海外でも批評的にも商業的にも高評価であった。2024年5月15日にはインドネシアで公開され、大きな反響を得た。同国内では、GDH作品として最大の興行収入を得た作品となった さらに、9日間でインドネシアで最大の興行収入を得たタイ映画となり、「女神の継承」を追い抜いた。
マレーシアでは映画公開後10日間で史上最高の興行収入をあげたタイ映画となり、2週連続でマレーシアの映画ランキング1位を獲得した。 シンガポールでは史上最高のオープニング収入をあげ、2013年公開の「愛しのゴースト」の持っていた記録を更新した。 また、公開から11日間でタイ映画史上最高の興行収入を記録した 。ベトナム では公開されると「Love Destiny: The Movie」の興行収入の2倍を記録し、タイ映画史上最大の映画となった。
| 国                 | 公開日              | 興行収入 (百万) | バーツ換算 (百万) | 参照元 |
| ------------------ | ------------------- | --------------- | ----------------- | ------ |
| インドネシア       | 2024 年 5 月 15 日  | Rp171,285       | 375.80            | [ 25 ] |
| フィリピン         | 2024 年 5 月 29 日  | ₱210.08         | 128.28            | [ 25 ] |
| シンガポール       | 2024 年 5 月 30 日  | S$5.76          | 153.46            | [ 25 ] |
| マレーシア         | 2024 年 5 月 30 日  | RM18.81         | 146.64            | [ 25 ] |
| ブルネイ           | 2024 年 5 月 30 日  | RM18.81         | 146.64            | [ 25 ] |
| ラオス             | 2024 年 5 月 30 日  | ₭2,100          | 3.36              | [ 25 ] |
| ミャンマー         |                     | K298            | 5.04              | [ 25 ] |
| ベトナム           | 2024 年 6 月 7 日   | ₫89,046         | 118.54            | [ 26 ] |
| 香港               | 2024 年 6 月 13 日  | HK$6.60         | 28.40             | [ 27 ] |
| マカオ             | 2024 年 6 月 13 日  | HK$6.60         | 28.40             | [ 27 ] |
| カンボジア         | 2024 年 6 月 18 日  | ៛1,588          | 13.76             | [ 25 ] |
| 台湾               | 2024 年 6 月 21 日  | NT$14.41        | 15.66             | [ 25 ] |
| オーストラリア     | 2024 年 7 月 18 日  | A$0.918         | 19.66             | [ 28 ] |
| ニュージーランド   | 2024 年 7 月 18 日  | NZ$0.112        | 2.37              | [ 28 ] |
| 東ティモール       | 2024 年 7 月 18 日  | N/A             | N/A               | N/A    |
| パプアニューギニア | 2024 年 7 月 18 日  | N/A             | N/A               | N/A    |
| 中国               | 2024 年 8 月 23 日  | CN¥126.98       | 604.10            | [ 29 ] |
| アメリカ合衆国     | 2024 年 9 月 13 日  | $0.303          | 10.16             | [ 28 ] |
| カナダ             | 2024 年 9 月 13 日  | $0.303          | 10.16             | [ 28 ] |
| 韓国               | 2024 年 10 月 9 日  | ₩112.18         | 2.76              | [ 30 ] |
| オランダ           | 2024 年 10 月 10 日 | €0.558          | 20.31             | [ 28 ] |
| ベルギー           | 2024 年 11 月 13 日 |                 |                   |        |
| インド             | 2024 年 11 月 29 日 |                 |                   |        |
| アルゼンチン       | 2024 年 12 月 19 日 |                 |                   |        |
| ボリビア           | 2024 年 12 月 19 日 |                 |                   |        |
| ブラジル           | 2024 年 12 月 19 日 |                 |                   |        |
| チリ               | 2024 年 12 月 19 日 |                 |                   |        |
| エクアドル         | 2024 年 12 月 19 日 |                 |                   |        |
| エルサルバドル     | 2024 年 12 月 19 日 |                 |                   |        |
| グアテマラ         | 2024 年 12 月 19 日 |                 |                   |        |
| ホンジュラス       | 2024 年 12 月 19 日 |                 |                   |        |
| ニカラグア         | 2024 年 12 月 19 日 |                 |                   |        |
| パナマ             | 2024 年 12 月 19 日 |                 |                   |        |
| ペルー             | 2024 年 12 月 19 日 |                 |                   |        |
| イギリス           | 2024 年 12 月 26 日 |                 |                   |        |
| アイルランド       | 2024 年 12 月 26 日 |                 |                   |        |
| コスタリカ         | 2024 年 12 月 26 日 |                 |                   |        |
| ドミニカ共和国     | 2024 年 12 月 26 日 |                 |                   |        |
| パラグアイ         | 2024 年 12 月 26 日 |                 |                   |        |
| メキシコ           | 2025年 1 月 1 日    |                 |                   |        |
| デンマーク         | 2025年 1 月 2 日    |                 |                   |        |
| ベネズエラ         | 2025年 1 月 2 日    |                 |                   |        |
| スウェーデン       | 2025年 1 月 10 日   |                 |                   |        |
| ノルウェー         | 2025年 1月 24 日    |                 |                   |        |
| スペイン           | 2025年 1月 24 日    |                 |                   |        |
| フィンランド       | 2025 年 1 月 31 日  |                 |                   |        |
| ロシア             | 2025 年 5 月 1 日   |                 |                   |        |
| 日本               | 2025 年 6 月 13 日  |                 |                   |        |

### オンラインでの公開
NETFLIXは、2024年10月12日にこの映画を東南アジア向けに配信開始した。同社は、2024年内に他の地域にも配信を開始することを予定している。